# Фудбалски савез Јужне Кореје
Фудбалски савез Јужне Кореје (енгл. Korea Football Association (KFA), корејски: 대한축구협회; ханча: 大韓蹴球協會) је највише фудбалско тело у Северној Кореји које ради на организовању националних фудбалских такмичења и националног тима.
Ово тело организује професионални, полупрофесионални и аматерски фудбал у Јужној Кореји. Основано 1933. године, управно тело постало је повезано са ФИФА-ом двадесет година касније, 1948. године, и са Азијском фудбалском конфедерацијом 1954. године.

## Историјат
Године 1921. одржан је први фудбалски турнир свих кореанских клубова (претећа кореанског ФА купа), а 1933. организована је „Корејска фудбалска асоцијација” (након оснивања Удружења судија Ђосеон 1928.), која је створила фондацију за ширење и развој овог спорта. Парк Сеунг-бин је био први председник КФА, задужен за промоцију и ширење организованог фудбала у Кореји.
Корејски фудбалски савез је поново успостављен 1948. године, након успостављања Републике Кореје. КФА је исте године постала члан ФИФА-е, међународног управљачког тела фудбала. Касније се придружио АФК (Азијској фудбалској конфедерацији) 1954. године.
Дана 23. јануара 2013, КФА је изабрала Чунг Монг-гиуа за новог председавајућег.